# Silent Hill: Downpour
Silent Hill: Downpour – ósma gra z japońskiej serii survival horrorów Silent Hill. Jej producentem jest czeskie studio Vatra Games, a wydawcą japońskie Konami. Pierwszy trailer gry został pokazany na targach E3 2010, na których oznajmiono również, że zostanie wydana tylko na konsole PlayStation 3 i Xbox 360. Wersja gry na PlayStation 3 będzie pierwszą w serii w obrazie 3D. Premiera odbyła się 13 marca 2012 roku w Stanach Zjednoczonych i 6 kwietnia 2012 roku w Wielkiej Brytanii. Podobnie jak Silent Hill 2, Downpour przedstawia osobną historię niczym nie powiązaną z poprzednimi odsłonami serii.
W jednym z wywiadów Devin Shatsky wyjawił, że inspiracjami dla gry były m.in. Lot nad kukułczym gniazdem, Drabina Jakubowa, Odgłosy, The Walking Dead, Rubber Johnny, Skazani na Shawshank, Ścigany i Zew Cthulhu.

## Fabuła
Początek gry przedstawia głównego bohatera – Murphy'ego Pendletona, który za pozwoleniem oficera Sewella morduje w tajemnicy jednego ze współwięźniów – Patricka Napiera. Po obudzeniu się ze snu, zostaje wraz z innymi więźniami transportowany do innego więzienia pod nadzorem oficerki Anne Cunningham. W trakcie jazdy kierowca Koons traci panowanie nad wozem i powoduje wypadek w pobliskim lesie. Po odzyskaniu przytomności, Murphy postanawia uciec w głąb lasu, nie wiedząc że podąża za nim Cunningham. W ten sposób bohater trafia do południowej (nigdy wcześniej nieodwiedzanej przez graczy) części opuszczonego miasta Silent Hill.

### Zakończenia
Pierwszy czynnik od którego zależy zdobyte zakończenie polega na ilości zabitych potworów i zdobytych morali (poprzez sekwencje "wyborów"). Drugim czynnikiem jest bitwa z Anne Cunningham tuż po pokonaniu finałowego bossa.
W grze jest do zdobycia 6 zakończeń, w tym jedno bonusowe, dostępne za drugim podejściem:
1. Forgiveness: nie zabijać Anne i zdobyć pozytywne morale.
2. Truth and Justice: nie zabijać Anne i zebrać negatywne morale.
3. Full Circle: zabić Anne i zdobyć pozytywne morale.
4. Execution: zabić Anne i zebrać negatywne morale.
5. Reversal: należy pozwolić Anne zabić Murphy'ego w walce.
6. Surprise!: ukończyć grę raz i podczas następnej gry przejść quest Digging Up the Past.

## Rozgrywka
Rozgrywka Downpour opiera się przede wszystkim na rozwiązywaniu zagadek, których powraca wybór poziomu trudności. Widok postaci będzie całą grę z trzeciej perspektywy. Gra zawiera również w sobie elementy sandboxu, w tym dodatkowe questy i zadania poboczne, w większości niemające znaczenia dla głównej rozgrywki. Główny bohater będzie w stanie posiadać tylko jedną broń (tak jak w dodatkowym trybie w Silent Hill 4: The Room), która dodatkowo będzie mogła się zniszczyć. Ubrania Murphy'ego wskazują na poziom zdrowia bohatera (im bardziej zakrwawione, bym gorzej z jego poziomem życia). W Downpour zawarto także system wyborów, które między innymi mogą mieć wpływ na zakończenie gry. Elementy wody będą mieć znaczącą rolę w fabule, ponadto zmiana pogody z deszczową na słoneczną i z dnia na noc odbywa się w czasie rzeczywistym.

## Produkcja
Konami oficjalnie potwierdziło najnowszą grę Silent Hill 9 kwietnia 2010 roku. Został pokazany również krótki trailer, przedstawiający mężczyznę przechadzającego przez zamgloną ulicę, i zaatakowanego przez potwora. Następny trailer został pokazany 16 czerwca na targach E3 2010 – przedstawiał on w całości głównego bohatera i jego nazwisko, oraz ujawniono, że jednym z producentów jest Tomm Hulett – producent Silent Hill: Shattered Memories.

## Soundtrack
Z powodu odejścia Akiry Yamaoki od studia Konami, nie podejmie się on ponownego skomponowania muzyki do Silent Hill: Downpour, a zastąpi go Daniel Licht. Licht jest jednocześnie drugim kompozytorem gier Silent Hill po Yamaoce, który skomponował muzykę do wszystkich wcześniejszych części.
22 czerwca, piosenkarka Mary Elizabeth McGlynn, która śpiewała piosenki do większości gier z serii (od części trzeciej do Shattered Memories), poinformowała na swojej stronie na Facebooku, że nie weźmie udziału w najnowszej części, jednakże później producent Tomm Hulett potwierdził, że Mary Elizabeth McGlynn jednak weźmie udział w soundtracku. Utwór przewodni wykonuje lider grupy Korn – Jonathan Davis.
1. Silent Hill (Jonathan Davis) (3:10)
2. Intro Perp Walk (feat. Mary Elizabeth McGlynn) (2:48)
3. In the Ravine (3:17)
4. Bus to Nowhere (feat. Mary Elizabeth McGlynn) (3:42)
5. Meet JP (2:15)
6. Stalking for Dinner (4:27)
7. Don't go in the Basement (2:27)
8. Railcar Ride (3:01)
9. Downpour Intro (4:38)
10. Jump Monster (1:40)
11. Monastic Tendencies (4:25)
12. Clowning around with Monsters (2:18)
13. Welcome to Devil's Pit (2:22)
14. Basement Fight (2:54)
15. Cablehouse Blues (2:23)
16. Town Rain (2:58)
17. The Caverns (2:55)
18. Monastery Otherworld (2:49)
19. The Downpour (4:02)

## Głosy
| AKTOR                | POSTAĆ                                   |
| -------------------- | ---------------------------------------- |
| David Boyd Konrad    | Murphy Pendleton                         |
| Kristin Price        | Anne Cunningham                          |
| Joel Bernard         | Oficer George Sewell                     |
| Leer Leery           | Oficer Frank Coleridge                   |
| William Tate         | Howard Blackwood                         |
| Antoine L. Smith     | DJ Bobby Ricks                           |
| Andy Hendrickson     | JP Sater                                 |
| Bethan Dixon Bate    | Zakonnica                                |
| John Grace           | Patrick Napier Homer                     |
| Alfonso M. Rodriguez | Sanchez                                  |
| Garth Johnson        | Willis                                   |
| Michael Kahwaty      | Koons                                    |
| Christian Steiner    | Operator radiowy Oficer policji Reporter |
| Brandy Barber        | Głos w Devil's Pit                       |
| Tereza Kopecká       | Głos z klasztornego gramofonu            |
|                      | POTWÓR                                   |
| Martini Skipp        | The Prisoner Juggernaut                  |
| Pavel Černohous      | The Prisoner Minion                      |
| Katheřina Kutná      | The Doll                                 |